# سانجونوکاتا

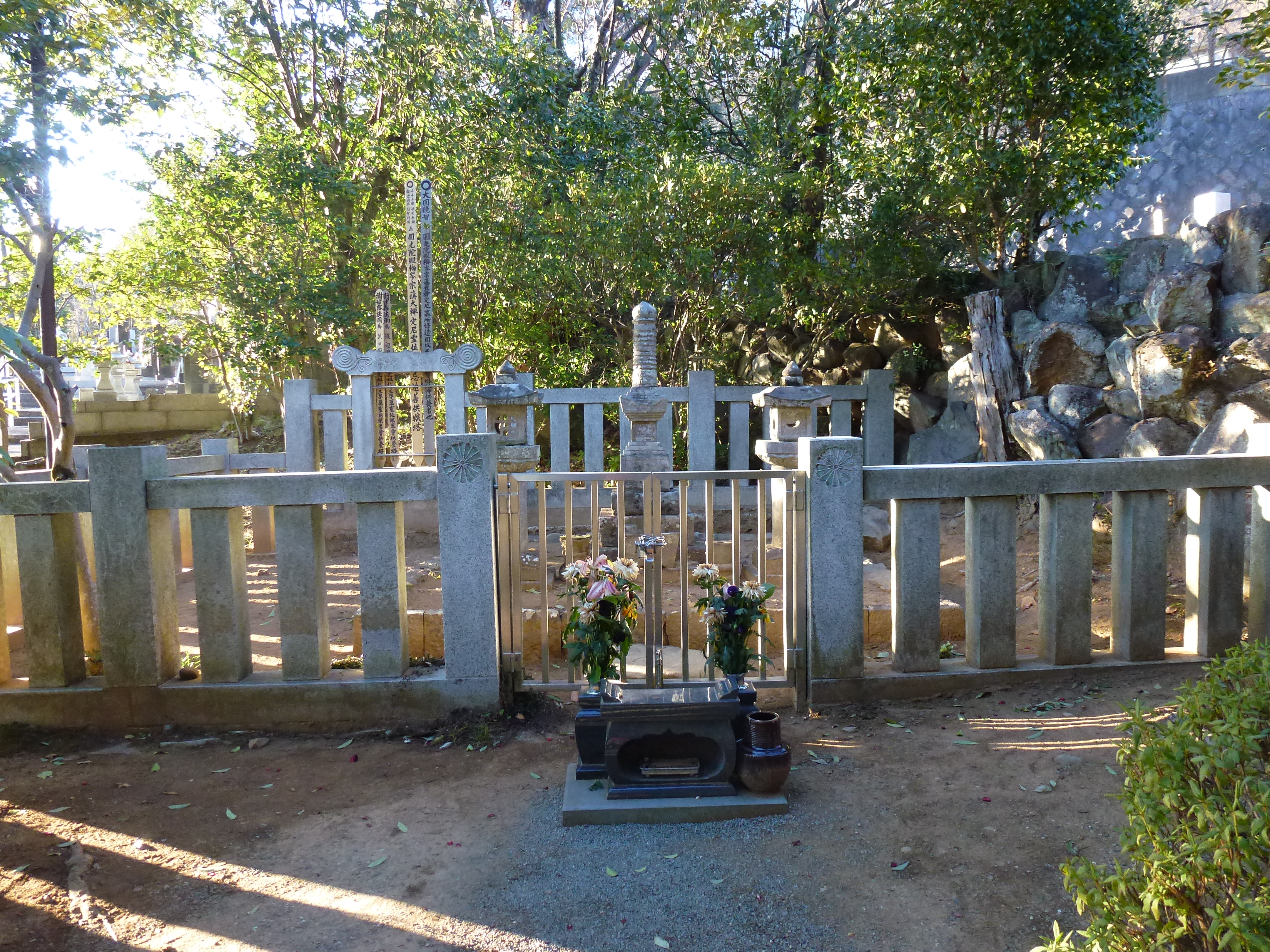
نمایی از سنگ‌مزار سانجونوکاتا

سانجونوکاتا (به ژاپنی: 三条の方) (زمان حیات ۱۵۷۰–۱۵۲۱ میلادی) همسر رسمی تاکدا شینگن بود. او در سال ۱۵۳۶ (میلادی) در سن پانزده سالگی با تاکدا شینگن که او نیز با او همسن بود ازدواج کرد. سانجونوکاتا دختر یکی از اشرافی‌ترین خاندان کیوتو به نام سانجو کینیوری (زمان حیات ۱۵۵۱–۱۴۹۵ میلادی) بود. خواهر کوچکتر وی همسر اصلی کننیو رهبر معبد هونگان بود و ازدواج او با یکی از خاندان‌های ولایت کوچک کای موضوعی برخلاف عرف جامعهٔ آن زمان به‌شمار می‌آید. گفته می‌شود که او بسیار زیبا بوده است. سانجونوکاتا دو سال بعد از ازدواج اولین فرزند خود تاکدا یوشینوبو را به دنیا آورد. دختر ارشد وی اوبا-این نام داشت و همسر هوجو اوجیماسا بود.
سانجونوکاتا سه سال بعد از مرگ دلخراش فرزندش، تاکدا یوشینوبو، در سن ۴۹ سالگی درگذشت.

## بررسی اجمالی
در اقامتگاه خاندان سانجو  در کیوتو به دنیا آمد. خانواده سانجو یکی از خاندان هفت سیگا بود که بعد از خاندان‌های سکه در رتبه دوم قرار داشت و بالاترین مقام آن وزیر بزرگ دولت بود. به خاندان فلوت‌ها و لباس‌های اشرافی معروف است. خانواده او به عنوان یکی از فرهنگی‌ترین چهره‌های زمان خود مشهور است.
در سال ۱۵۳۳، شوهرش تاکدا هارونوبو از دختر  اوئه‌سوگی توموئوکی، رئیس خاندان اوگی گایاتسو اوئه‌سوگی  (یکی از شاخه‌های خاندان اوئه‌سوگی) و ارباب قلعه کاواگوئه در ولایت موساشی (امروزه کاواگوئه، سایتاما در استان سایتاما)، به عنوان همسر اصلی (سی‌شیتسو) خود استقبال کرد، اما در سال ۱۵۳۴، هر دو مادر و فرزند او به دلیل زایمان سخت فوت کردند.

### ازدواج و فرزندان
با میانجیگری خاندان ایماگاوا در ولایت سوروگا، او در ژوئیه ۱۵۳۶ با تاکدا هارونوبو به عنوان همسر کی‌شیتسو/ (زن اصلی بعد از مرگ یا طلاق زن اصلی نخست) ازدواج کرد. او سه پسر و دو دختر یکی پس از دیگری به دنیا آورد.
- تاکدا یوشی‌نوبو پسر ارشد
- اوبا-این/اومه هیمه دختر ارشد (همسر هوجو اوجیماسا)
- تاکدا نوبویوکی پسر سوم (مرگ ۱۵۵۳)
- کنشو-این دومین دختر، همسر (آنایاما نوبوکیمی یکی از بیست و چهار ژنرال تاکدا شینگن)
- شینریو-این سومین دختر، همسر (کیسو یوشیماسا) یکی از بیست و چهار ژنرال تاکدا شینگن)

### سانجو از بدشانسی مکرر رنج می‌برد
- در سال ۱۵۵۱ (تنبون ۲۰)، پدرش، سانجو کینیوری، در حادثه معبد تاینی شرکت داشت و در این جریان کشته شد.
- در سال ۱۵۵۳ (تنبون ۲۲) پسر سومش تاکدا نوبویوکی  در ده سالگی درگذشت.
- در سال ۱۵۵۶ (کوجی ۲) پسر دومش  تاکدا نوبوچیکا گفته می‌شود که بینایی خود را به دلیل آبله از دست داد. شینگن در همان سال دعایی را تقدیم کرد و آرزوی شفای چشمان پسرش را درخواست کرد.
- در سال ۱۵۶۷ (ایروکو ۱۰)، پسر ارشدش تاکدا یوشینوبو، که گفته می‌شود در شورش علیه پدرش شینگن شرکت داشته، به دلیل بیماری یا خودکشی به دستور پدر در معبد توکو درگذشت.
- در سال ۱۵۶۹ (ایروکو ۱۲)، دختر ارشدش اوبا-این در قلعه اوداوارا درگذشت، جایی که با   هوجو اوجیماسا رهبر خاندان هوجوی اخیر ازدواج کرد. گفته می‌شود که او بر اثر بیماری درگذشت.